# Fredrik Ferdinand Carlson
Fredrik Ferdinand Carlson (Alsike, 13 giugno 1811 – Stoccolma, 18 marzo 1887) è stato uno storico svedese.
Ministro dell'istruzione e del culto dal 1863 al 1870 e dal 1875 al 1878, pubblicò in 4 volumi, dal 1855 al 1875, una Storia di Svezia sotto i re palatini.